# يوم بدون شراء

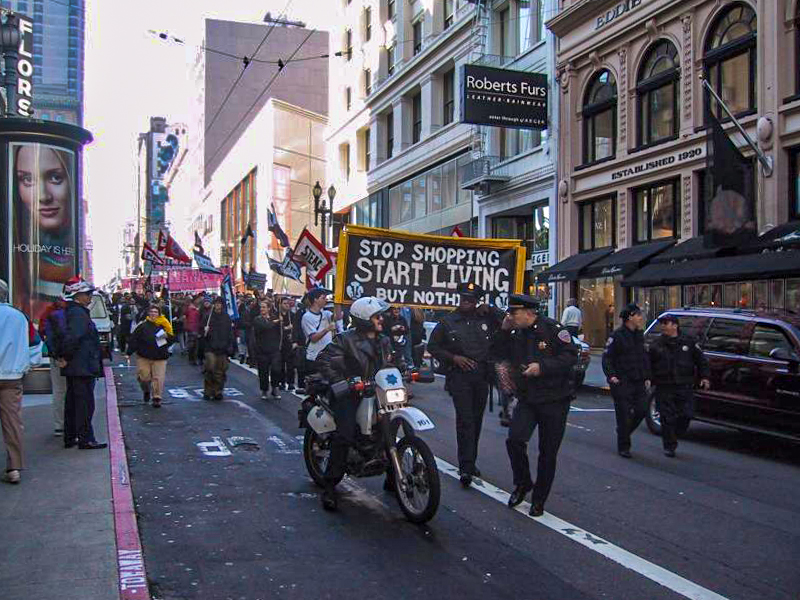

يوم بدون شراء (الإنجليزية Buy Nothing Day) هو يوم عالمي للاحتجاج على النزعة الاستهلاكية. يتم الاحتفال به في أمريكا الشمالية والمملكة المتحدة وفلندا والسويد بعد عيد الشكر بالولايات المتحدة المتزامن مع يوم الجمعة السوداء  تأسس اليوم في فانكوفر من قبل الفنان تيد ديف

## وصلات خارجية
- موقع يوم من دون شراء
- BND في المملكة المتحدة